# آواشیمی
آواشیمی (به انگلیسی: Sonochemistry)، به شاخه‌ای از دانش بنیادین شیمی مربوط است که به ویژگی‌های امواج صوتی و برهم‌کنش میان آن امواج و سامانه‌های شیمیایی می‌پردازد.
این علم شاخه‌ای جذاب و نوین از علم شیمی است که به بررسی تأثیرات امواج صوتی بر روی واکنش‌های شیمیایی می‌پردازد. در این شاخه از علم، دانشمندان به دنبال یافتن راه‌هایی برای کنترل و بهبود واکنش‌های شیمیایی با استفاده از انرژی صوتی هستند.

### اصول اولیه آواشیمی
در آواشیمی، از امواج صوتی با فرکانس(بسامد) بالا (اولتراسونیک) استفاده می‌شود. این امواج با ایجاد حباب‌های بسیار ریز در محلول‌های شیمیایی، شرایط ویژه‌ای را فراهم می‌کنند که منجر به افزایش سرعت و بازده واکنش‌ها می‌شود. این حباب‌ها در اثر پدیده کاویتاسیون(حفره زایی) تشکیل می‌شوند و هنگام ترکیدن، انرژی بسیار زیادی آزاد می‌کنند.

### مکانیسم‌های عمل آواشیمی
- افزایش سطح تماس واکنشگرها: حباب‌های کاویتاسیون(حفره زایی)، سطح تماس بین واکنشگرها را به شدت افزایش می‌دهند و در نتیجه سرعت واکنش را بالا می‌برند.
- تولید رادیکال‌های آزاد: انرژی آزاد شده در هنگام ترکیدن حباب‌ها، باعث شکستن پیوندهای مولکولی و تولید رادیکال‌های آزاد می‌شود. این رادیکال‌ها بسیار واکنش‌پذیر هستند و می‌توانند واکنش‌های شیمیایی جدیدی را آغاز کنند.
- تغییر دما و فشار موضعی: در داخل حباب‌های کاویتاسیون، دما و فشار به شدت افزایش می‌یابد که این امر می‌تواند بر روی سرعت و مسیر واکنش‌ها تأثیرگذار باشد.

### کاربردهای آواشیمی
آواشیمی کاربردهای بسیار گسترده‌ای در صنایع مختلف دارد، از جمله:
- شیمی آلی: سنتز ترکیبات آلی پیچیده، کاتالیز واکنش‌ها، و پاکسازی آلاینده‌ها.
- نانوشناسی: تولید نانوذرات با اندازه و شکل کنترل‌شده.
- زیست‌شناسی: استخراج مواد زیستی، کشت سلول، و تصفیه آب.
- صنایع غذایی: استخراج ترکیبات فعال زیستی از گیاهان، بهبود کیفیت مواد غذایی، و ضدعفونی کردن.

### مزایای آواشیمی
- افزایش سرعت و بازده واکنش‌ها: آواشیمی می‌تواند سرعت واکنش‌های شیمیایی را به طور قابل توجهی افزایش دهد و همچنین بازده واکنش‌ها را بهبود بخشد.
- شرایط واکنش ملایم: آواشیمی در مقایسه با روش‌های سنتی، در شرایط ملایم‌تری انجام می‌شود و از این رو به انرژی کمتری نیاز دارد.
- کنترل دقیق واکنش‌ها: با تنظیم پارامترهای فرایند آواشیمی مانند فرکانس و شدت صوت، می‌توان واکنش‌های شیمیایی را به صورت دقیق کنترل کرد.

### چالش‌ها و آینده آواشیمی
با وجود همه مزایای آواشیمی، این فناوری هنوز در مراحل ابتدایی توسعه خود قرار دارد و با چالش‌هایی نیز روبرو است. از جمله این چالش‌ها می‌توان به پیچیدگی مکانیسم‌های واکنش، مقیاس‌پذیری فرآیند، و هزینه‌های بالا اشاره کرد.
با این حال، با پیشرفت‌های اخیر در زمینه آواشیمی، انتظار می‌رود که این فناوری در آینده نقش مهمی در صنایع مختلف ایفا کند.